# Ptilorrhoa caerulescens
La zordala azul (Ptilorrhoa caerulescens)  es una especie de ave paseriforme de la familia Psophodidae endémica de las islas de Nueva Guinea y Misool. Su hábitat natural son los bosques húmedos tropicales de tierras bajas.